# قدرت

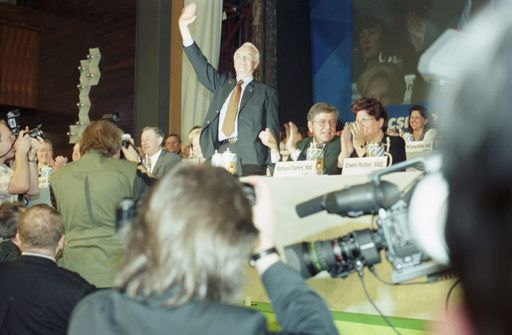
اختلالات عاطفی وجود دارد که بر کسانی که قدرت را به هر شکل اعمال می‌کنند تأثیر می‌گذارد، از جمله سندرم غرور، مگالومنی، هامارتیا یا خودشیفتگی برجسته است.

قدرت یا زور در اصطلاح علوم اجتماعی به معنی توانایی افراد یا گروه‌ها برای دست‌یابی به هدف‌ها یا پیش‌برد منافع خود از راه واداشتن دیگر افراد جامعه به انجام‌دادن کاری خلاف خواستهٔ آن افراد است. قدرت یک مزیت اجتماعی است که در قشربندی مورد توجه قرار می‌گیرد. بسیاری از ستیزه‌ها در جامعه، مبارزه برای قدرت است؛ زیرا میزان توانایی یک فرد در دست‌یابی به قدرت بر این امر که تا چه اندازه می‌توانند خواست‌های خود را به زیان خواست‌های دیگران به مرحلهٔ اجرا درآورند، تأثیر می‌گذارد. قدرت می‌تواند از طریق عضویت در یک طبقه اجتماعی یا پذیرفتن یک نقش سیاسی به دست آید. فعالیت‌ها و ویژگی‌های فرد، ثروت فرد و عامل زور نیز می‌تواند در افزایش قدرت نقش داشته باشد. از دیگر عوامل اثرگذار بر میزان قدرت افراد، کاریزما است.

## تعاریف قدرت
مورگانتا در تعریف قدرت از رابطه روانی بین واحدهایی که قدرت را اعمال می‌کنند و واحدهایی که قدرت بر آن‌ها اعمال می‌شود است. این رابطه دارای سه منشأ سود، هراس از زیان و احساس تعلق است که از طریق تهدید، جاذبه یا کاریزما اعمال می‌گردند.
ریمون آرون در تعریف قدرت توانمندی برای اقدام یا نابودی را ملاک قرار داده می‌شود. وقتی افراد قدرت خود را در رابطه با دیگران اعمال می‌کنند مفهوم واقعی سیاست شکل می‌گیرد.
راسل قدرت را نوعی توانمندی تعریف می‌کند که توانایی ایجاد تأثیرات مورد نظر را داشته باشد و بدین ترتیب قدرت مفهوم کمی پیدا می‌کند.
در تعریف هالستی قدرت نیازمند اقدام است؛ اقدامی که بازیگر «الف» نسبت به بازیگر «ب» دنبال می‌کند تا بازیگر «ب» روش خاصی که در تطابق با آرزوهای بازیگر «الف» است را در پیش بگیرد.
ارگانسکی قدرت را در دو قالب مثبت و منفی تعریف می‌کند؛ قدرت مثبت توانایی وادار کردن به اقدام خاصی است و قدرت منفی توانایی بازداشتن از اقدام نامطلوب.
از نظر کارل دویچ قدرت توانایی برتری یافتن در تعارضات و غلبه بر موانع است. وی سیاست را متشکل از کنترل رفتار بشری از طریق عادات و به شکل داوطلبانه یا از طریق تهدید به مجازات می‌داند. از نظر وی سیاست دربرگیرنده دو عنصر عادت و تهدید است.
دیوید سینگر نیز قدرت را مستلزم نفوذ می‌داند. از نظر او دو تکنیک تهدید به مجازات و وعده و وعید از جمله مهم‌ترین تکنیکهایی قدرت محسوب می‌شوند.
ملاصدرا در تعریف قدرت به دو مفهوم اشاره کرده‌است: قدرت یک کیفیت نفسانی است که منشأ انجام کاری یا ترک آن خواهد شد، یعنی برای او امکان اقدام به کاری یا ترک آن به‌طور مساوی وجود دارد، بنابراین، از آنجا که فعل و ترک آن برای او مساوی است، در ترجیح یکی از آن دو، نیازمند انگیزه ای درونی است، زیرا ترجیح یک طرف بر طرف دیگر بدون مرجّح ممکن نیست. دوم اینکه فاعل باید آزاد باشد به گونه ای که هر گاه خواست، کاری را انجام دهد و هر گاه نخواست، آن را انجام ندهد.
بخشایشی قدرت را وجود یک اراده مستولی و چیره که اراده‌های دیگر در طول آن قرار دارد تعریف می‌کند.
از دیدگاه عمید زنجانی قدرت مجموعه ای از عوامل مادی و معنوی است که موجب به اطاعت درآوردن فرد یا گروه توسط فرد یا گروه دیگر می‌گردد.

## انواع قدرت
پنج دسته‌بندی قدرت عبارتند از:
- قدرت و نفوذ: قدرت مستلزم ابزار اعمال اراده است در صورتی که نفوذ ممکن است بدون ابزار محسوس و مادی اعمال شود.
- قدرت و زور: هرگاه خشونت شکل فیزیکی و عینی به خود بگیرد قدرت سیاسی تبدیل به زور شده‌است.
- قدرت قابل استفاده و قدرت غیرقابل استفاده: برخی از انواع قدرت با وجود اثرگذاری قابلیت استفاده ندارند، مثل سلاحهای هسته‌ای.
- قدرت مشروع و قدرت غیر مشروع: قدرت مشروع همراه با عناصر اخلاق و قانون است در حالیکه قدرت نامشروع (قدرت عریان) فاقد این موقعیت است. از نظر مورگانتا اثرگذاری قدرت مشروع بیشتر از قدرت نامشروع است.[۶]
- قدرت واقع: قدرت دست فلسفه و اندیشه است نه حکومت و افراد.

قدرت را می‌توان به صورت مثبت و منفی (قدرت مثبت توانایی وادار کردن به اقدام خاص و قدرت منفی توانایی بازداشتن از اقدام نامطلوب) و قدرت نسبی و مطلق نیز دسته‌بندی کرد.

## سرچشمه قدرت
پژوهشگران قدرت رهبران را ناشی از دو مؤلفه می‌دانند، تعداد پیروان آن‌ها و اینکه دست آن‌ها برای اینکه بر مبنای «مصلحت» خود تصمیم بگیرند چقدر باز است.

## کارکردهای قدرت
با اینکه امروزه استفاده از قدرت در صحنه بین‌الملل دارای اشکال گوناگونی است اما ترجمان قدرت را باید در کارکردهای زور جستجو کرد که عبارتند از:
- دفاعی: با هدف دفع حملات و کاهش خسارت‌های ناشی از حمله که می‌تواند روشی صلح‌آمیز یا فیزیکی داشته باشد، مقصد آن اول نظامی و سپس صنعتی است و ویژگی ضربه نخست برای مقاصد دفاعی را دارد.
- بازدارندگی: هدف آن جلوگیری از آغاز یک حمله توسط دشمن است که روشی صلح‌آمیز دارد و مفصل ج مقصد آن در درجه نخست غیرنظامی و سپس نظامی یا صنعتی است. ویژگی آن تهدید به تلافی و آمادگی وارد کردن ضربه دوم است.
- اجبارکنندگی: هدف این کارکرد مجبور کردن دشمن به توقف انجام برخی اقدامات است که می‌تواند روشی صلح‌آمیز یا فیزیکی داشته باشد. مقاصد آن می‌تواند بدون طبقه‌بندی نظامی، غیرنظامی یا صنعتی باشد. دستیابی به این کارکرد مشکل است اما نشان دادن آن به دشمن آسان.
- پرستیژ: هدف آن تقویت پرستیژ و روش آن صلح‌آمیز است. مقصد خاصی ندارد اما ممکن است تهدیدکننده باشد.

## تأثیر قدرت بر رهبر
پژوهش‌های مختلف نشان داده که «قدرت به صاحب آن احساس حق بیشتر، انفصال عاطفی و منفعت‌طلبی شخصی می‌دهد. به عبارت دیگر فرد قدرتمند، کسانی را که از قدرت بی‌بهره هستند کم ارزش تر می‌بیند و در دیدگاه‌های خود متعصب‌تر است.» افراد قدرتمند معمولاً به نصایح دیگران بی‌توجه هستند، تأثیر تصمیم‌های خود را بر زندگی دیگران نمی‌بینند، بیش از حد اعتماد به نفس دارند و تمایل دارند دیگران را وسیله‌ای برای رضایتمندی خود ببینند. فرد قدرتمند معمولاً نسبت به درد و رنج دیگران بی‌تفاوت‌تر است و احتمال اینکه کمتر بر پایه اخلاقیات رفتار کند بیشتر از افراد فاقد قدرت است. پژوهشگران معتقدند در مجموع، قدرت صاحبش را نسبت به هنجارهای اجتماعی کور و رفتارهایش را نامناسب می‌کند، به آن‌ها احساس برتری به دیگران می‌دهد و توانایی آن‌ها را در تشخیص خوب و بد زایل می‌کند. به بیان دیگر قدرت برای صاحب آن به مثابه «ضربه‌گیر» عمل می‌کند، به نسبت به دیگران، تصمیم‌های ضد اجتماعی صاحب قدرت هزینه کمتری برایش دارد و البته این به میزان قدرت رهبر هم بستگی دارد.

## تأثیر قدرت بر جامعه
قدرت افراد را به دو دسته قوی و ضعیف تقسیم می‌کند. قدرت خواسته ناخواسته افراد را مقابل یکدیگر قرار می‌دهد. قدرت سخت با توسل به ترس و ارعاب، و قدرت نرم با قبولاندن عقب ماندگی یک طرف و سرآمد بودن طرف دیگر، مانع جریان گرفتن روابط انسانی، دوستانه و رفاقت‌آمیز میان افراد و گروه‌ها می‌شود. قدرت «با هم بودن» را به «در مقابل هم بودن» تبدیل می‌نماید.

## تأثیر قدرت بر مغز
انسان موجودی جمعی و گروهی است و جمع برای بقا به رهبران خوب نیاز دارد. از این رو برخی معتقدند حتی بقای انسان به تأثیر شناختی و عاطفی قدرت بر مغز ارتباط داشته‌است. اما تغییراتی هم که قدرت در صاحب قدرت ایجاد می‌کند، و در بسیاری از موارد بسیار آشکار است، این نظر را مطرح کرده که قدرت، رفتار، عواطف و شناخت فرد را تغییر می‌دهد. این موضوع را پژوهش‌های بسیاری در حوزه روانشناسی و علوم اعصاب نشان داده‌اند. برخی پژوهشگران حتی معتقدند قدرت ساختار مغز را تغییر می‌دهد و بنابراین رفتارهای متفاوت، شگفت‌انگیز و حتی غیرقابل باور خودکامگان محصول ترشح سیل آسای دوپامین در مغز است که در طول زمان ساختار مغز را تغییر می‌دهد.
ایان ریچاردسون، استاد و بنیانگذار مؤسسه علوم اعصاب در ترینیتی کالج دوبلین، در کتاب خود «امتیاز برنده بودن» می‌نویسد قدرت نه تنها رفتار و کردار فرد را تغییر می‌دهد بلکه در خود مغز نیز تغییر ایجاد می‌کند، تغییری که فقط نرم‌افزاری نیست بلکه سخت‌افزاری هم هست. به عقیده رابرتسون حتی اندک قدرتی، سبب انتزاعی‌تر شدن تفکر می‌شود و نبود قدرت، دست کم به‌طور موقت، تیزی ذهن را کم می‌کند. پس قدرت بر ذهن تأثیر می‌گذارد، به ویژه با تغییر دادن ترشح هورمون‌ها. قدرت سبب ترشح تستوسترون می‌شود و ترشح تستوسترون موجب افزایش ترشح دوپامین. دوپامین برای فعالیت‌های مهم مغز ضروری است، به خصوص برای فعالیت‌های بخش قدامی مغز، برنامه‌ریزی، هدف گذاری، رسیدن به هدف و تفکر استراتژیک. دوپامین همچنین سیستم پاداش را که در عمق میانی مغز قرار دارد تحریک می‌کند، شبکه‌ای که مسئول احساسات خوشایند ماست، سیستمی که باعث می‌شود افزایش حقوق، تعریف و تمجید و سکس برای ما لذت‌بخش باشد. قدرت، داروی بسیار قوی ضد اضطراب و افسردگی است، اما اکسیر جوانی نیست. ریاست یک شرکت یا اداره بزرگ یا رهبری یک کشور بسیار اضطراب‌آور است، قدرت به این افراد در غلبه بر اضطراب کمک می‌کند. رهبران باید بتوانند این اضطراب فلج‌کننده را تاب بیاورند. چون استرس و اضطراب تأثیری عکس تأثیر قدرت دارد، قوای شناختی مغز را کم می‌کند و باعث نگرانی و بدبینی می‌شود؛ صفاتی که به درد رهبری نمی‌خورد. قدرت اما افراد را جسور و معطوف به هدف می‌کند، آن‌ها جنگل را می‌بینند نه درختان را، آن‌ها خوش‌بین هستند و با وجود تمام تردیدها، امیدوارند که به هدف خود برسند. در نهایت محققان مختلف به این نتیجه رسیده‌اند که اجتماع بشری نیاز به رهبر دارد اما رهبر مصون از فساد نیست.

### راه‌حل
راه حل این پژوهشگران، محدود کردن قدرت رهبر و نظارت جدی بر عملکرد او و گردش دائم قدرت است. تحدید قدرت مهم‌ترین راه دور نگهداشتن تهدید قدرت است که وقتی مطلق و ماندگار شود فساد می‌آورد. بهای این فساد را مردمان عادی خواهند پرداخت.